# Unabhängige Arbeiterpartei Deutschlands
Die Unabhängige Arbeiterpartei Deutschlands (UAPD) war eine linkssozialistische, im Sinne des Titoismus blockfreie Partei in der Bundesrepublik Deutschland und existierte von 1951 bis 1952. Der Titel der Parteizeitung lautete Freie Tribüne.

## Entwicklung, Positionen
Bereits 1947 war es zum Bruch einiger Funktionäre mit der an Moskau angelehnten KPD gekommen. Sie wollten unabhängig weiterarbeiten und beschlossen, sich vom Zentralkomitee der KPD in Frankfurt zu lösen. Im Juli 1950 verabschiedete in Ratingen eine Vorbereitungs-Konferenz ein Sechs-Punkte-Papier, mit dem sich deutlich von SPD und KPD abgegrenzt wurde. Im August desselben Jahres erschien in hoher Auflage die Freie Tribüne. Wochenzeitung für sozialistische Politik. Organ des Vorbereitungsausschusses zur Bildung einer unabhängigen Arbeiterpartei Deutschland. Im März 1951 kam es schließlich zur formalen Gründung der Partei in Worms. Damit gab es in der Bundesrepublik Deutschland neben der SPD und der KPD eine dritte Arbeiterpartei. Zu den Mitgründern zählten neben Josef Schappe, Georg Fischer und Wolfgang Leonhard die trotzkistischen Internationalen Kommunisten Deutschlands (IKD).
Am Gründungskongress in Worms nahm auch Winfried Müller teil, der besser bekannt ist unter dem Namen Si Mustapha-Müller. Unter Berufung auf Stasi-Akten schreibt Fritz Keller dazu:

„Müller leitet das Landessekretariat Hessen in Frankfurt. In dieser Funktion fälscht er die Wahlvorschläge für eine Kandidatur der Partei, was ihm eine Verurteilung zu drei Monaten Gefängnis wegen Urkundenfälschung einbringt. Über die Verurteilung wird in der Lokalpresse ausführlich berichtet. Um sich der Strafverfolgung zu entziehen, setzt er sich eine Zeit lang nach Jugoslawien ab.“

Die Kleinpartei war wegen erheblicher finanzieller Unterstützung aus Jugoslawien in der Lage, bei nur 400 Mitgliedern 14 hauptamtliche Funktionäre zu beschäftigen. Die Wochenzeitung Freie Tribüne, die nach der Parteigründung den Untertitel Organ der Unabhängigen Arbeiterpartei Deutschlands bekam, erschien in einem eigens gegründeten und ebenfalls aus Jugoslawien finanzierten Düsseldorfer Verlag. Chefredakteur war Josef Schappe. Wöchentlich wurden 10.000 und mehr Exemplare verteilt.
In dem Parteiprogramm standen unter anderem: Blockfreiheit, sofortiger Austritt aus den Militärbündnissen und der Aufbau einer parlamentarischen Demokratie. Um die inhaltliche Ausrichtung der Partei hatte es schon in der Vorbereitungsphase zwischen den Ex-KP-Mitgliedern und den Trotzkisten heftige Konflikte gegeben, die sich nach der Gründung weiter zuspitzten. In der Debatte um die Wiederbewaffnung wollten die ehemaligen KPD-Mitglieder den Westen militärisch stärken, während die IKD-Trotzkisten die Remilitarisierung vehement kritisierten.
Bereits im August 1951 beschloss das von ehemaligen KPlern dominierte Sekretariat der UAP den Ausschluss der Trotzkisten wegen „Fraktionsbildung und die Rechtfertigung des Systems in der Sowjetunion“. Zu den Ausgeschlossenen gehörte auch Georg Jungclas. Bald darauf stellten die jugoslawischen Kommunisten die Finanzierung ein, weil sie mit der SPD eine engere Zusammenarbeit vereinbart hatten. Die personell und finanziell geschwächte Partei löste sich ein Jahr später, im September 1952, auf.
Eine Bindung an die Arbeiterschaft hatte die Arbeiterpartei laut Arno Klönne nie aufbauen können. Und Gregor Kritidis vermerkt, dass die Partei kaum jüngere Mitglieder rekrutieren konnte: „Hier versammelten sich die, erfahrenen, aber geschlagenen Kämpfer aus der zweiten Reihe der Arbeiterbewegung, die sich eine ehrliche, politisch-moralisch intakte und kämpferische Klassenpartei wünschten.“